# Liviu Pop (jurist)
Liviu Pop (n.  1943) este un jurist român, specialist în domeniul dreptului privat, membru corespondent al Academiei Române din 2016.